# Eliseu Martins
Eliseu Martins là một đô thị thuộc bang Piauí, Brasil. Đô thị này có diện tích 1090,496 km², dân số năm 2007 là 4744 người, mật độ 4,35 người/km².